# Нидерландская Википедия
Нидерла́ндская Википе́дия (нидерл. Nederlandstalige Wikipedia) — раздел Википедии на нидерландском языке. Открыт 19 июня 2001 года.
По большинству показателей активности раздел находится на 6—10 местах среди крупных языковых разделов. При этом по показателю глубины нидерландская википедия уступает практически всем разделам, имеющим более  1 000 000 статей (кроме шведского, варайского, себуанского и египетского), а также подавляющему большинству разделов, имеющих более 100 тысяч статей.

## Активность ботов
В середине 2006 года за шесть недель ботами были добавлены 35 тысяч статей о коммунах Франции. Один из пиков активности в нидерландской Википедии пришёлся на конец 2011 года, когда за 90 дней ботами было создано свыше 250 тысяч коротких статей о биологических видах размером около 1 Кб, почти полностью годящихся для переноса в Викивиды (примеры: Glipa formosana, Tetragnatha conica, Theope sticheli и т. д.).
В результате серии ботозаливок, 21 октября 2011 года нидерландский раздел опередил по числу начатых статей японский и русский разделы, заняв седьмое место; 31 октября 2011 года — испанский и польский, 22 ноября 2011 года — итальянский, 30 марта 2013 года — французский, а 15 июня 2013 года — немецкий, выйдя на второе место после английского. 30 июля 2014 года нидерландскую Википедию обогнала шведская Википедия, залившая огромное число статей о биологических видах, а 9 февраля 2015 года — немецкая Википедия. 
С 29 марта 2015, благодаря массовому удалению статей в немецком разделе, нидерландский раздел Википедии вновь опережает немецкую; 14 июня 2015 немецкая Википедия вновь опередила нидерландскую.

## Статистика

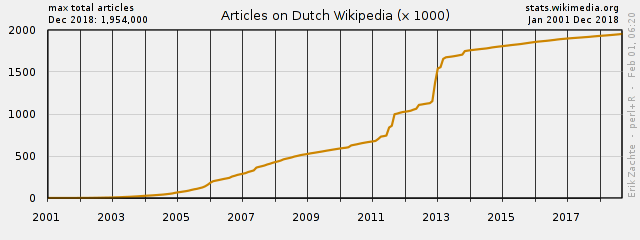
Рост нидерландской Википедии (количество статей как функция времени)

По состоянию на 20 марта 2025 года нидерландский раздел Википедии содержит 2 182 422 статьи, это шестое место среди всех разделов. По показателю глубины, однако, он уступает всем из крупнейших 16 языковых разделов кроме шведского, варайского и себуанского. Зарегистрировано 1 394 986 участника, из них 3771 совершили какое-либо действие за последние 30 дней, а 29 участников имеют статус администратора. Общее число правок составляет 68 893 876 — девятый результат среди всех разделов. Практически все используемые изображения размещаются на Викискладе, а собственно в нидерландской Википедии загружено всего 20 изображений.
| Дата       | Количество статей | Статей в день | Юбилейная статья              |
| ---------- | ----------------- | ------------- | ----------------------------- |
| 19.06.2001 | 1                 | 1             |                               |
| 03.08.2003 | 10 000            | 13            | Atlas (naslagwerk)            |
| 27.01.2005 | 50 000            | 125           | Pianosa (Toscaanse archipel)  |
| 14.10.2005 | 100 000           | 270           | RST-code                      |
| 24.05.2006 | 200 000           | 625           | Samsun (stad)                 |
| 26.12.2006 | 250 000           | 450           |                               |
| 29.05.2007 | 300 000           | 244           | Katushpada pitham             |
| 17.01.2008 | 400 000           | 435           | Extremo Sur                   |
| 30.11.2008 | 500 000           | 315           | McLeod Ganj                   |
| 30.04.2010 | 600 000           | 182           | Ramphodon                     |
| 19.06.2011 | 700 000           | 222           | Anomalopsychidae              |
| 22.10.2011 | 800 000           | 1471          | Orkaan Gilbert                |
| 07.12.2011 | 900 000           | 1351          | Wat Intharawihan              |
| 17.12.2011 | 1 000 000         | 12500         | Antal Újváry                  |
| 15.09.2012 | 1 100 000         | 617           | Opius zacapuensis             |
| 09.03.2013 | 1 200 000         | 571           |                               |
| 24.03.2013 | 1 300 000         | 6666          |                               |
| 01.04.2013 | 1 400 000         | 12500         |                               |
| 12.04.2013 | 1 500 000         | 9091          |                               |
| 15.06.2013 | 1 600 000         | 1670          |                               |
| 15.10.2013 | 1 700 000         | 833           |                               |
| 10.12.2014 | 1 800 000         |               |                               |
| 08.03.2020 | 2 000 000         | 254           | Atlantisch orkaanseizoen 1966 |

## Вклад в нидерландскую википедию
| \| Правки с 2011/11 по 2012/10 по странам Источник \| Правки с 2011/11 по 2012/10 по странам Источник \| Правки с 2011/11 по 2012/10 по странам Источник \| Правки с 2011/11 по 2012/10 по странам Источник \| Правки с 2011/11 по 2012/10 по странам Источник \| \| ----------------------------------------------- \| ----------------------------------------------- \| ----------------------------------------------- \| ----------------------------------------------- \| ----------------------------------------------- \| \| Нидерланды \| \| \| 70.2 % \| \| \| Бельгия \| \| \| 25.6 % \| \| \| Германия \| \| \| 1.1 % \| \| \| Остальные \| \| \| 3.1 % \| \| |  |  |        |  |
| Правки с 2011/11 по 2012/10 по странам Источник |  |  |        |  |
| |  |  |        |  |
| Нидерланды |  |  | 70.2 % |  |
| Бельгия |  |  | 25.6 % |  |
| Германия |  |  | 1.1 %  |  |
| Остальные |  |  | 3.1 %  |  |

## Особенности
Среди тысячи наиболее посещаемых в Нидерландах сайтов Википедия в 2006 году получила оценку 8,1 из 10. В апреле 2008 года Personal Computer Magazine проверил наличие в различных энциклопедических словарях статей по пяти темам, связанным с Нидерландами. Как нидерландская, так и англоязычная Википедии получили оценку 5, Encarta 2008 и Britannica 2008 получили, соответственно, 1 и 2. Из 26 предложенных слов в нидерландской Википедии было найдено 25, в англоязычной 26, в Encarta 2008 — 15, а в Britannica 2008 — 17.

### Публикации о нидерландской Википедии
- Hackers discussiëren over 'Wikipedia-censuur' (нид.)
- Wikipedia kampt met exodus redacteuren (нид.)
- Om verder te lezen: log in of neem een abonnement (нид.)
- Is Wikipedia een mislukt experiment nu er redacteuren aangesteld worden? (нид.)
- Tropenmuseum en Wikipedia gaan samenwerken (нид.)